# Fothergilla
Fothergilla là một chi thực vật có hoa trong họ Hamamelidaceae.